# 딥드림

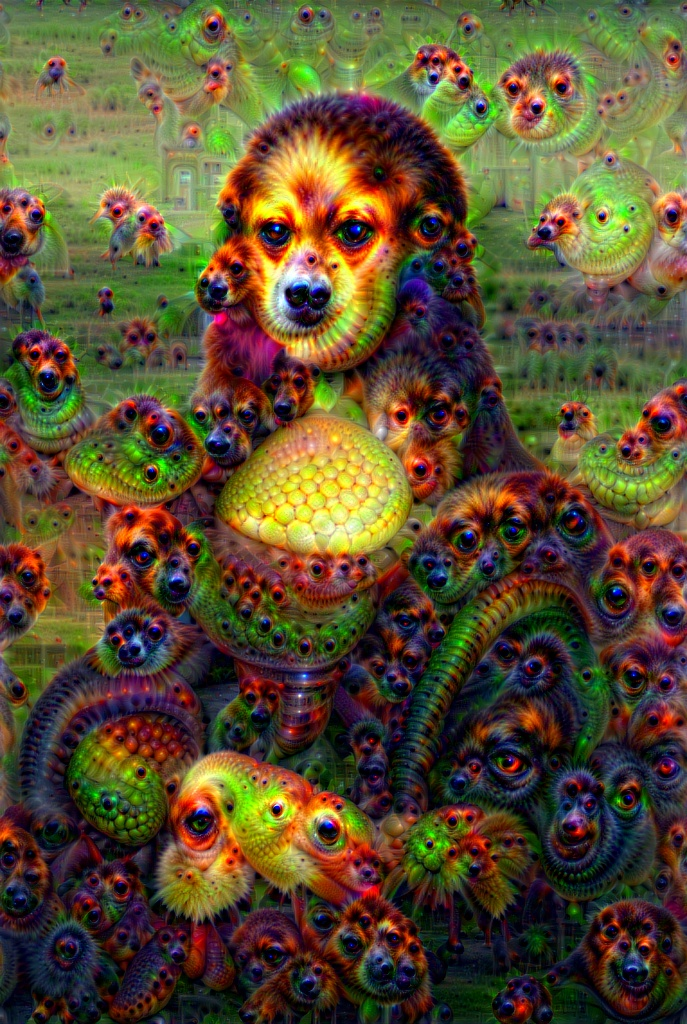
이미지넷으로 학습된 VGG16 네트워크를 이용한 모나리자의 DeepDream 효과

딥드림(DeepDream)은 구글의 컴퓨터 비전 프로그램이다. 딥러닝 모델을 사용하여 파레이돌리아를 일으켜서 환상적인 사진을 만든 것이다.